# Ledger (entreprise)
Pour les articles homonymes, voir Ledger.
Ledger est une entreprise française qui conçoit et commercialise des portefeuilles de crypto-monnaies physiques destinés aux particuliers et aux entreprises.

## Historique

### 2014 - 2016: débuts
En 2014, après avoir cofondé La Maison du Bitcoin (renommée Coinhouse), le premier comptoir physique d’Europe pour le change de cryptomonnaies, Éric Larchevêque et Thomas France créent Ledger avec les fondateurs de deux autres startups : BTChip et ChronoCoin. Éric Larchevêque quitte l'entreprise en 2019.
L'objectif est de sécuriser la détention et les transactions en crypto-monnaies pour les utilisateurs individuels en concevant des portefeuilles physiques numériques (hardware wallets).
Différents produits sont commercialisés entre 2014 et 2016 sous le nom générique de « Ledger Nano ». Les principales cryptomonnaies sont supportées, en l’occurrence le Bitcoin ou encore l’Ethereum. 
La société devient le premier portefeuille de cryptomonnaies à obtenir la Certification de sécurité de premier niveau (CSPN) de l’ANSSI,.

### 2017 - 2018: développement
En mars 2017, Ledger lève sept millions d’euros lors d’un tour de table mené par Maif Avenir. 
Avec une levée de 75 millions de dollars en 2018, elle figure à la troisième place des start-up françaises qui ont collecté le plus de fonds, atteignant ainsi la catégorie de scale-up,.
En parallèle, l'entreprise investit dix millions d’euros dans la construction d’une usine à Vierzon après avoir longtemps délocalisé sa production en Chine,.

### 2018 - 2020: difficultés et plan d'évolution
Fin 2018, Ledger signe un partenariat avec Engie pour développer des boîtiers connectés permettant de certifier les quantités d’énergies produites par les sources d’énergie renouvelable grâce à la blockchain,.
Au printemps 2019, Le Monde indique que des postes sont supprimés dans l'équipe parisienne. Les Échos affirme, pour sa part, que près de 10 % du total des effectifs est menacé, notamment dans les fonctions support, en raison de l'écroulement du cours du Bitcoin (les ventes de portefeuilles numériques de l'entreprise ayant été divisées par deux en une année). Peu de temps après, l'entreprise annonce être de nouveau en phase de recrutement,. Au même moment, l'entreprise est dans la tourmente, affrontant plusieurs attaques informatiques.

### 2021 - 2025: Licorne et FTX
En juin 2021, Ledger fait une levée de fonds de 380 millions d'euros et est valorisée 1,5 milliard de dollars,,. En novembre 2022, l'effondrement de la plateforme FTX entraîne un transfert en masse des crypto-monnaies stockées sur les plateformes centralisées vers les portefeuilles numériques (wallet) tels que Ledger, provoquant une augmentation des ventes Ledger la même semaine.
En mars 2023, l'entreprise réalise une levée de fonds de 100 millions d'euros, lui permettant de maintenir sa valorisation à 1,3 milliard d'euros,. En octobre de la même année, Ledger décide de supprimer 90 emplois sur les 750 que compte l'entreprise. Cette même année, Ledger commercialise un service payant, Recover, permettant de partager sa clef d'accès ; cette offre optionnelle se voit vivement critiquée par les utilisateurs qui souhaitent rester souverains sur leurs cryptoactifs.
Après le « passage à vide » de 2023, l'entreprise déménage dans Le Marais. Le 15 octobre 2024, elle y inaugure son nouveau siège social, marquant de manière symbolique le passage d'une start-up à une entreprise établie, ainsi que son orientation vers le luxe avec son produit nommé le « Ledger Stax ».

## Fait divers
Le 21 janvier 2025, David Balland (cofondateur de Ledger) et sa femme, sont enlevés dans leur résidence située près de Vierzon, contre une demande de rançon. Le couple est libéré les 22 et 23 janvier, par le GIGN.

## Produits commercialisés

### Ledger Nano S
Ce portefeuille électronique de crypto-monnaies se présente comme une clé USB, qui contient une clé privée numérique. Cette clé permet au propriétaire de s'identifier sur l'ordinateur qui contient ses actifs en crypto-monnaies, que ce soit son ordinateur personnel ou une plateforme de trading.

### Ledger Flex
Le Ledger Flex est un petit appareil permettant de faciliter la gestion de son portefeuille. Il peut se connecter au téléphone ou à l'ordinateur via l'application « Ledger live », où agir en tant que nouveau portefeuille[source secondaire souhaitée].

### Ledger Stax
C'est un portefeuille électronique de crypto-monnaies haut de gamme fabriqué par Foxconn. Il se présente sous la forme d'une carte de crédit de 85mm x 54mm x 6mm pour un poids de 45,2g. Les coins sont magnétiques ce qui permet d'empiler les éléments. Il a nécessité plus de deux ans de développement et se voit vendu pour environ 400 € lors de sa sortie en 2024.

### Ledger Live
Cette application permet d'acheter et de vendre des actifs numériques.

## Actionnaires
- 10T Fund de Dan Tapiero[30],
- Financière Agache de Bernard Arnault[30],
- Draper (en)[30],
- Korelya Capital, (Fleur Pellerin)[25],
- Groupe Samsung[25].